# إليز إسترادا
إليز إسترادا (بالإنجليزية: Elise Estrada؛ مواليد 30 يوليو 1987)، هي مغنية وكاتبة أغاني وممثلة فلبينية-كندية.

## نُبذة
ولدت إليز إسترادا في الفلبين وانتقلت إلى كندا عندما كانت في الرابعة. لديها أخت أصغر اسمها إيمالين إيسترادا وشقيقين، إرفين وإريك.
أثناء نشأتها في سوري، كولومبيا البريطانية، حضرت مدرسة هولي كروس الإقليمية الثانوية وشاركت في العديد من مسابقات المسابقة والغناء. في سن 17، فازت إسترادا بلقب "ملكة جمال فانكوفر برينسيس"، وأصبحت فيما بعد تحتل المراكز الأولى في مسابقة "Binibining Pilipinas World of Canada، وهي معروفة بأغانيها الفردية الناجحة التي تم إصدارها في كندا مثل "Insatiable" و"One Last Time" و"Lipstick"، وقعت مع شركة XOXO Entertainment التابعة لمجموعة يونيفرسال الموسيقية.

## روابط خارجية
- إليز إسترادا على موقع IMDb (الإنجليزية)
- إليز إسترادا على موقع أول موفي (الإنجليزية)
- إليز إسترادا على موقع ديسكوغز (الإنجليزية)
- إليز إسترادا على موقع قاعدة بيانات الفيلم (الإنجليزية)
- إليز إسترادا على موقع كينوبويسك (الروسية)
- الموقع الرسمي